# فاسيلي لوكيشيف
فاسيلي لوكيشيف (بالروسية: Лукичёв, Василий Александрович)‏ (31 ديسمبر 1991 بموسكو في روسيا - ) هو لاعب كرة قدم روسي في مركز حراسة المرمى. لعب مع FC Strogino Moscow ‏ ونادي توسنو وFC Kazanka Moscow ‏ وFC Zelenograd ‏.

## وصلات خارجية
- فاسيلي لوكيشيف على موقع قاعدة بيانات كرة القدم.إي يو (الإنجليزية)